# Карачун Володимир Володимирович
Володи́мир Володи́мирович Карачун (20 листопада 1944, Іловайськ — 30 вересня 2021, Київ) — український науковець у галузях інженерії та механіки, педагог. Доктор технічних наук (1993), професор (1996). Дослідник широкого кола інженерно-механічних питань, зокрема прикладних задач аналізу і синтезу бортової апаратури рухомих об'єктів, створив наукові засади проєктування прозорих об'єктів, побудував розрахункові моделі бортової апаратури.
Майже 55 років — інженер та педагог Київського політехнічного інституту (1967—2021), з яких 11 років — завідувач заснованої ним кафедри біотехніки та інженерії. Автор понад 700 наукових робіт, близько 100 авторських свідоцтв на винаходи. Учень професора Анатолія Одинцова.

## Життєпис
Народився 20 листопада 1944 року в місті Іловайськ на Донеччині.
У 1967 році з відзнакою закінчив кафедру гіроскопічних приладів і пристроїв приладобудівного факультету Київського політехнічного інституту, один з перших її випускників. Учень професора Анатолія Одинцова.
Після закінчення аспірантури у 1970 році — інженер науково-дослідного сектору кафедри, викладач, пізніше — доцент. У 1976 році захистив дисертацію та здобув науковий ступінь кандидата технічних наук.
У 1993 році здобув науковий ступінь доктора технічних наук, захистивши дисертацію на тему «Методи розрахунку хвильових процесів та захист приладів при акустичному навантаженні» (науковий консультант — професор Віталій Дідковський). З 1994 року — завідувач кафедри технічної механіки. У 1996 році затверджений у вченому званні професора.

Надгробок Володимира Карачуна, Байкове кладовище

У 2001 році виступив засновником кафедри біотехніки та інженерії, яку очолював до 2012 року, після чого обіймав посаду професора кафедри. Помер на 77-му році життя 30 вересня 2021 року. Був кремований, прах похований у колумбарії Байкового кладовища (50°24′57.29″ пн. ш. 30°30′10.04″ сх. д. / 50.4159139° пн. ш. 30.5027889° сх. д.).

## Наукова діяльність
Автор понад 700 наукових робіт, близько 100 авторських свідоцтв на винаходи. Науковий керівник та консультант понад 10 докторів та кандидатів наук. Серед учнів Володимира Карачуна — Сергій Костик, Владислав Шибецький, Сергій Фесенко, Вікторія Мельник тощо.
Дослідник широкого кола інженерно-механічних питань, зокрема прикладних задач аналізу і синтезу бортової апаратури рухомих об'єктів, створив наукові засади проєктування прозорих об'єктів, побудував розрахункові моделі бортової апаратури. Засновник наукової школи прикладних аспектів резонансних явищ хвильового співпадання в акустичному середовищі поліагрегатної структури, керівник наукової школи шумів та вібрацій. Академік Аерокосмічної академії України, член спеціалізованих рад із захисту дисертацій.
За розробку власного варіанту протипіхотної міни з новим технічним результатом став лауреатом Всеукраїнського конкурсу «Винахід року — 2016» в номінації «Оборона і державна безпека».

## Науковий доробок (частковий)
- Проектирование ограждающих конструкций с оптимальными звуко- и виброизоляционными свойствами / В. С. Дидковский, В. В. Карачун, В. И. Заборов. — Киев: Будівельник, 1991. — 120,[1] с.
- Російсько-англо-український словник з інформатики та обчислювальної техніки: з покажчиком англійських і українських термінів / Міжнародний фонд «Відродження» ; уклад. В. Карачун [та ін.]. — К. : Спалах, 1998. — 504 с.
- Прикладний аналіз і візуалізація характеристик динамічних систем: навч. посіб. для студ. спец. «Автоматизація та комп'ютерно- інтегровані технології» / В. В. Карачун [та ін.] ; Ін-т змісту і методів навчання, Нац. техн. ун-т України «Київ. політехн. ін-т». — К. : [б.в.], 1999. — 137 с.
- Дифракция звуковых волн на подвесе гироскопа / В. В. Карачун [и др]. — К. : Корнейчук, 2000. — 176 с.
- Многомерные задачи нестационарной упругости подвеса поплавкового гироскопа / В. В. Карачун [и др.]. — К. : Корнейчук, 2000. — 128 с.
- Дротяні елементи приладів в акустичному середовищі / В. В. Карачун, Н. А. Кубрак. — К. : Корнійчук, 2001. — 160 с.
- Погрешности гироскопического интегратора линейных ускорений в натурных условиях / В. В. Карачун [и др.]. — К. : Корнейчук, 2001. — 144 с.
- Теоретична механіка / В. О. Касьянов, В. В. Карачун. — К. : Національний авіаційний ун-т, 2003 : Theoretical Mechanics/ Kasjanov, V.; Karachun, V. // Ч. 1 : Статика. Кінематика: конспект лекцій. — [Б. м.]: [б.в.], 2003. — 138 с.
- Нестационарное взаимодействие оболочки с акустическим полем / В. В. Карачун, В. Н. Мельник, Е. К. Кундеревич, В. Г. Саверченко // Авіаційно-космічна техніка і технологія. — 2003. — № 5. — С. 56–58.
- Пассивные методы уменьшения влияния волнового совпадения / В. В. Карачун, В. Н. Мельник, И. А. Буртная // Авиационно-космическая техника и технология. — 2005. — № 4. — С. 39–42.
- Інжекція акустичної енергії та її вплив на імпедансні конструкції двигунів / В. М. Мельник, В. В. Карачун, І. Г. Баранова, О. С. Шадріна // Авиационно-космическая техника и технология. — 2006. — № 8. — С. 80–82.
- Хвильові процеси в пружних оболонкових фрагментах двигунів / В. М. Мельник, В. В. Карачун, І. Г. Баранова, О. С. Шадріна // Авиационно-космическая техника и технология. — 2006. — № 10. — С. 175—176.
- Собственные частоты оболочечных фрагментов с ненулевой кривизной линии меридиана / В. В. Карачун // Авиационно-космическая техника и технология. — 2007. — № 8. — С. 67–70.
- Волновые задачи поплавкового гироскопа / В. В. Карачун [и др.]. — К. : Корнейчук, 2007. — 228 с.
- Акустическое излучение ракет-носителей / В. В. Карачун, В. Н. Мельник, Е. А. Кладун // Авиационно-космическая техника и технология. — 2007. — № 9. — С. 7–11.
- Коливання і хвилі в імпедансних системах інерціальної навігації / В. В. Карачун, В. М. Мельник // Доповiдi Національної академії наук України. — 2007. — № 5. — С. 63—70.
- Особенности функционирования приборов и систем инерциальной навигации в акустических полях / В. В. Карачун // Авиационно-космическая техника и технология. — 2008. — № 2. — С. 9—17.
- Пассивная изоляция акустического излучения / В. Н. Мельник, Е. А. Кладун, В. В. Карачун, О. Я. Ковалец // Авиационно-космическая техника и технология. — 2008. — № 8. — С. 99—102.
- Нелинейные колебания циклически деформируемых оболочечных фрагментов в акустической среде / В. В. Карачун, В. Н. Мельник // Авиационно-космическая техника и технология. — 2008. — № 9. — С. 18–21.
- Похибки виведення балістичних ракет / В. В. Карачун, О. А. Кладун // Доповiдi Національної академії наук України. — 2008. — № 5. — С. 60—68.
- Усилия и моменты на краях выпуклой оболочки / В. Н. Мельник, В. В. Карачун // Авиационно-космическая техника и технология. — 2009. — № 8. — С. 7–11.
- Поліагрегатні структури чутливих елементів приладів інерціальної навігації в акустичному середовищі / В. В. Карачун, В. М. Мельник // Доповiдi Національної академії наук України. — 2009. — № 7. — С. 70—75.
- Волновое совпадение и особенности его проявления / В. В. Карачун, В. Н. Мельник // Авиационно-космическая техника и технология. — 2010. — № 10. — С. 153—157.
- Циклически деформируемое напряженное состояние оболочек в акустическом поле / В. Н. Мельник, В. В. Карачун // Авиационно-космическая техника и технология. — 2011. — № 8. — С. 108—112.
- Расчетные модели фрагментов авиационных двигателей при акустическом нагружении / В. В. Карачун, В. Н. Мельник // Авиационно-космическая техника и технология. — 2011. — № 10. — С. 139—144.
- Структурная избыточность как средство повышения точности курсоуказания / В. В. Карачун, В. Н. Мельник // Восточно-Европейский журнал передовых технологий. — 2011. — № 1(3). — С. 52—56.
- Гироскоп направления со структурной избыточностью / В. В. Карачун, В. Н. Мельник // Восточно-Европейский журнал передовых технологий. — 2011. — № 2(7). — С. 51—55.
- Достижение частичной инвариантности гироскопа направления при детерминированной качке / В. В. Карачун, В. Н. Мельник // Восточно-Европейский журнал передовых технологий. — 2011. — № 4(7). — С. 25—30.
- Влияние нестабильности значений параметров гироскопов двухканальных схем на погрешность курсоуказания / В. В. Карачун, В. Н. Мельник // Восточно-Европейский журнал передовых технологий. — 2011. — № 3(7). — С. 4—7.
- Дифракція звукового випромінювання на імпедансній поверхні оболонки. Змішана крайова задача / В. М. Мельник, В. В. Карачун // Авиационно-космическая техника и технология. — 2012. — № 8. — С. 199—202.
- Упругонапряженное состояние поплавкового подвеса в акустическом поле. Девиация оси фигуры / В. В. Карачун, В. Н. Мельник // Проблемы прочности. — 2012. — № 6. — С. 125—136.
- Циклическая и осенесимметричная деформация оболочки в акустическом поле / В. В. Карачун, В. Н. Мельник // Авиационно-космическая техника и технология. — 2012. — № 9. — С. 138—141.
- Влияние периодичности возмущений на координатные функции оболочки с нулевой гауссовой кривизной / В. В. Карачун // Восточно-Европейский журнал передовых технологий. — 2012. — № 3(7). — С. 24—27.
- Дрейф нуля интегрирующего гироскопа при осенесиметричной деформации подвеса / В. В. Карачун, В. Н. Мельник // Восточно-Европейский журнал передовых технологий. — 2013. — № 3(7). — С. 8—10.
- Акустический импеданс инерциального навигатора и погрешности внешнего целеуказания при маневрировании на марше / В. Н. Мельник, В. В. Карачун, Г. В. Бойко // Авиационно-космическая техника и технология. — 2013. — № 5. — С. 50–60.
- Взаимодействие выпуклой оболочки с сильной ударной волной / В. В. Карачун, В. Н. Мельник, В. Ю. Шибецкий // Авиационно-космическая техника и технология. — 2013. — № 9. — С. 48—52.
- Оценка влияния дифракционных явлений гиперзвукового полета на погрешность гиростабилизированой платформы / В. Н. Мельник, В. В. Карачун, М. Ф. Калинина // Восточно-Европейский журнал передовых технологий. — 2013. — № 3(7). — С. 11—13.
- Уменьшение акустической погрешности поплавкового дифференцирующего гироскопа пассивными методами / В. Н. Мельник, В. В. Карачун // Восточно-Европейский журнал передовых технологий. — 2013. — № 6(7). — С. 39—41.
- Задача коши для двух соединенных упругой связью коаксиальных цилиндров в акустической среде / В. Н. Мельник, В. В. Карачун, Г. В. Бойко // Вестник двигателестроения. — 2013. — № 2. — С. 78—82.
- Гауссовая кривизна как средство уменьшения влияния N-волны гиперзвукового движения на сенсор / В. В. Карачун, В. Н. Мельник // Восточно-Европейский журнал передовых технологий. — 2013. — № 4—7. — С. 29—31.
- Погрешности гироскопа, обусловленные развивающейся качкой фюзеляжа при летной эксплуатации / В. В. Карачун, В. Н. Мельник, В. Ю. Шибецкий // Восточно-Европейский журнал передовых технологий. — 2013. — № 5(7). — С. 45—47.
- Вплив потужної N-хвилі на інерціальні прилади автономного позиціонування. Тривимірна задача / В. В. Карачун, В. Ю. Шибецький // Авиационно-космическая техника и технология. — 2013. — № 3. — С. 81–84.
- Надзвукові літальні апарати: моногр. / В. В. Карачун, Н. В. Ладогубець, В. М. Мельник; Нац. техн. ун-т України «КПІ»; Нац. авіац. ун-т. — Київ: «Корнійчук», 2014. — 240 с.
- Влияние подъема линии меридиана подвеса на погрешность инерциального сенсора / В. В. Карачун, В. Н. Мельник // Восточно-Европейский журнал передовых технологий. — 2014. — № 2(7). — С. 8—12.
- Резонанс співпадіння і похибки поплавкового гіроскопа / В. В. Карачун, В. Ю. Шибецький // ScienceRise. — 2014. — № 4(2). — С. 93—97.
- Погрешности поплавкового гироскопа на резонансном уровне в поле ультразвукового луча / В. В. Карачун, В. Н. Мельник // Восточно-Европейский журнал передовых технологий. — 2014. — № 3(7). — С. 21—25.
- Використання комбінованого резонансу на низьких звукових частотах для культивування мікроорганізмів / В. М. Мельник, В. В. Карачун, В. Ю. Шибецький, С. В. Фесенко // Технологический аудит и резервы производства. — 2014. — № 4(2). — С. 4—7.
- Штучне формування енергетичної активності в біореакторі на резонансному рівні / В. М. Мельник, В. В. Карачун // Технологический аудит и резервы производства. — 2014. — № 3(4). — С. 11—14.
- Построение линейных дифференциальных уравнений оболочки биореактора произвольного очертания в ультразвуковом поле / В. Н. Мельник, В. В. Карачун // Технологический аудит и резервы производства. — 2014. — № 5(1). — С. 35—39.
- Импедансная пластина в акустическом полеэксплуатационного режима аппарата / В. Н. Мельник, В. В. Карачун, Г. В. Бойко // Вестник двигателестроения. — 2014. — № 2. — С. 75—79.
- Возникновение нелинейных эффектов в подвесе поплавкового гироскопа / В. Н. Мельник, В. В. Карачун, Г. В. Бойко // Технологический аудит и резервы производства. — 2015. — № 2(3). — С. 30—33.
- Снижение технологических рисков гиперзвуковой аэронавигации / В. В. Карачун, В. Н. Мельник // Восточно-Европейский журнал передовых технологий. — 2015. — № 4(7). — С. 57—61.
- Формування поверхні електричного розряду свічкою запалювання «Cassini» / В. М. Мельник, В. В. Карачун // Двигатели внутреннего сгорания. — 2015. — № 1. — С. 81—84.
- Дифракция N-волны на безгистерезисном анизотропном поплавковом подвесе гироскопа / В. В. Карачун, Н. В. Ладогубец, В. Н. Мельник // Проблеми тертя та зношування. — 2015. — № 3. — С. 90—101.
- Возникновение резонанса в акустической среде подвеса поплавкового гироскопа / В. Н. Мельник, В. В. Карачун // Восточно-Европейский журнал передовых технологий. — 2016. — № 1(7). — С. 39—44.
- Развитие резонанса совпадения в оболочке под действием звуковой волны / В. В. Карачун // Вестник двигателестроения. — 2016. — № 2. — С. 87—91.
- Дифракція звукових хвиль на металевому кільці / В. В. Карачун, В. М. Мельник, С. В. Фесенко // Технологический аудит и резервы производства. — 2016. — № 6(2). — С. 4—8.
- Дистанційне управління тепломасообміном в біореакторах на резонансному рівні / В. М. Мельник, В. В. Карачун, В. С. Форостянко // Міжнародний науковий журнал. — 2016. — № 6(1). — С. 56—61.
- Формування штучної перешкоди виявлення вогневих засобів в районі бойових дій / В. В. Карачун // Міжнародний науковий журнал «Інтернаука» . — 2017. — № 3(1). — С. 134—139.
- Дифракция звуковых волн на перекрестном упругом шарнире подвеса гироскопа / В. В. Карачун, С. В. Фесенко // Авиационно-космическая техника и технология. — 2017. — № 7. — С. 112—122.
- Аналіз конструктивних рішень ферментаційних установок для процесів отримання біогазу / В. В. Карачун // Міжнародний науковий журнал «Інтернаука» . — 2017. — № 18(1). — С. 83—88.
- Забезпечення скритної дислокації танка у фортифікаційних спорудах відкритого типу / В. В. Карачун, В. М. Мельник, С. В. Фесенко // ScienceRise. — 2017. — № 4. — С. 31—36.
- Зниження технологічних ризиків у глушниках шуму газового струменя за допомогою порожнистого листа Мьобіуса / В. В. Карачун // Міжнародний науковий журнал «Інтернаука» . — 2018. — № 2(1). — С. 62—64.
- Формування поверхні розряду свічки запалювання у формі параболічного циліндру / В. В. Карачун // Міжнародний науковий журнал «Інтернаука» . — 2018. — № 4(1). — С. 40—43.
- Підвищення ефективності барботування робочої суміші шляхом штучного формування циліндричної спіралі периферії / В. В. Карачун // Міжнародний науковий журнал «Інтернаука» . — 2018. — № 5. — С. 57—59.
- Підвищення якості технологічного процесу при культивуванні мікроорганізмів за рахунок раціонального використання стерильного повітря / В. В. Карачун // Міжнародний науковий журнал «Інтернаука» . — 2018. — № 8(1). — С. 60—64.
- Підвищення тепломасообміну в апараті для культивування клітин за допомогою гвинтової пари / В. В. Карачун // Міжнародний науковий журнал «Інтернаука» . — 2018. — № 9(1). — С. 50—52.
- Використання сегнерівських коліс в апаратах для вирощування мікроорганізмів / В. В. Карачун // Міжнародний науковий журнал «Інтернаука» . — 2018. — № 20(1). — С. 41—43.
- Підвищення продуктивності в установці для культивування клітин за допомогою циліндричних трубок / В. В. Карачун // Міжнародний науковий журнал «Інтернаука» . — 2018. — № 17(1). — С. 30—32.
- Формування стохастичної структури акустичного випромінювання роторною сиреною / В. В. Карачун // Міжнародний науковий журнал «Інтернаука» . — 2019. — № 1(3). — С. 15—19.

### Авторські свідоцтва на винаходи (у співавторстві)
- 2000 — «Пневматична однороторна сирена»
- 2000 — «Спосіб збудження звукових коливань за допомогою динамічної сирени»
- 2001 — «Динамічна сирена»
- 2001 — «Шумозахисний кожух»
- 2001 — «Шумозахисний екран»
- 2001 — «Глушник шуму газового струменя»
- 2006 — «Апарат для культивування клітин»
- 2006 — «Установка для культивування мікроорганізмів»
- 2006 — «Апарат для вирощування мікроорганізмів»
- 2007 — «Пристрій для культивування мікроорганізмів»
- 2008 — «Пристрій для аерації рідини в ферментерах»
- 2008 — «Біореактор горючого газу»
- 2009 — «Лабораторний ферментер»
- 2009 — «Газліфтний барботажний апарат»
- 2011 — «Поплавковий гіроскоп»
- 2013 — «Свічка запалювання»
- 2013 — «Гіротахометр»
- 2014 — «Газліфтний барботажний апарат з ультразвуковим перемішувачем»
- 2015 — «Операційний стіл мобільного шпиталю»
- 2015 — «Дитячий манеж»
- 2016 — «Протипіхотна міна»
- 2016 — «Вагон метрополітену із зовнішньою стрічкою безпеки»
- 2016 — «Апарат для культивування клітин з поршневим перемішувачем»
- 2016 — «Апарат для культивування клітин із здвоєним поршнем»
- 2017 — «Поплавковий гіроскоп, захищений від зон каустики»
- 2017 — «Збірно-монолітна оправа тунелю»
- 2017 — «Апарат для культивування клітин з рухомою зоною турбулентності»
- 2018 — «Поплавковий гіроскоп з двошаровим герметичним гіровузлом»

## Нагороди
- 2006 — «Викладач-дослідник 2006» (КПІ)
- 2007 — «Викладач-дослідник 2007» (КПІ)
- 2016 — лауреат Всеукраїнського конкурсу «Винахід року — 2016» в номінації «Оборона і державна безпека» — за створення варіації протипіхотної міни
- нагрудний знак МОН України «Відмінник освіти»
- нагрудний знак «За наукові досягнення»
- нагрудний знак «Петро Могила»